# Pic d'Abyssinie
Dendropicos abyssinicus
Espèce
Statut de conservation UICN

 LC  : Préoccupation mineure
Le Pic d'Abyssinie (Dendropicos abyssinicus) est une espèce d'oiseaux de la famille des Picidae.

## Répartition
Cet oiseau est endémique d'une région couvrant une partie de l'Éthiopie et de l'Érythrée.